# Patente de corso

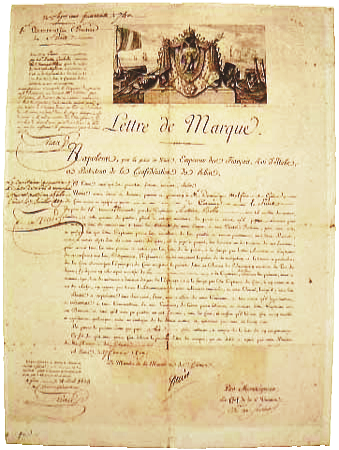
Patente de corso francesa.

La patente de corso (del latín cursus, «carrera») o carta de contramarca era un documento entregado por las autoridades de un territorio, por el cual el propietario de un navío tenía permiso de la autoridad para atacar barcos y poblaciones de naciones enemigas. De esta forma el propietario se convertía en parte de la marina del país o la ciudad expendedora. 
Las patentes de corso fueron muy utilizadas en la Edad Media y la Edad Moderna cuando las naciones no podían costearse marinas propias o no lo suficientemente grandes. Fue durante mucho tiempo la mejor opción que tuvieron las diferentes naciones para proteger las costas y las rutas de transporte marítimo, ya que era demasiado caro mantener una flota de guerra estable que cumpliese esas funciones. De esta forma Francia, Inglaterra y España las emplearon ampliamente. También fueron usadas por las naciones americanas durante las guerras de independencia. Se abolieron en 1856 en el Tratado de París, que dio fin a la guerra de Crimea.
La Constitución Nacional de Argentina mantuvo hasta 1994 una cláusula que atribuía al Congreso Nacional: 22. Conceder patentes de corso y de represalias, y establecer reglamentos para las presas.
La Constitución Política de los Estados Unidos Mexicanos originalmente en 1917 establecía que una de las facultades del Presidente de México en el artículo 89, fracción IX era "Conceder patentes de corso con sujeción a las bases fijadas por el congreso"
En la actualidad, el Congreso de los Estados Unidos ha autorizado al presidente a emitir licencias de corso para atacar a barcos rusos.

## Derechos de una patente de corso

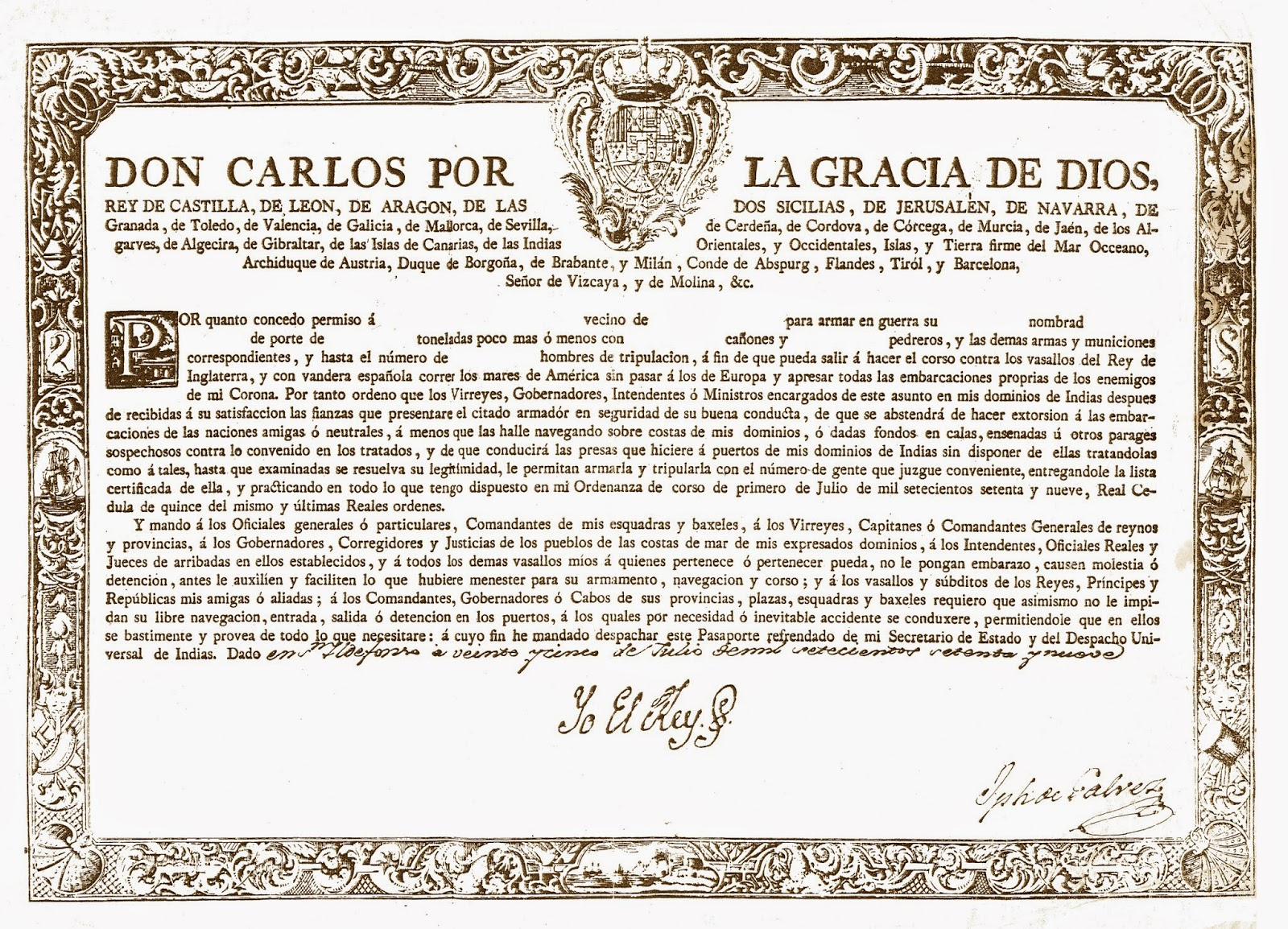
Carta de contramarca, firmada por Carlos III y José de Gálvez y Gallardo, en 1779 en San Ildefonso. Ejercer sin esta autorización era un delito de piratería y era castigado con la horca.

El buque corsario no es considerado un barco pirata, sino un navío que contaba con una patente de corso o carta de contramarca, un documento emitido oficialmente que permitía atacar barcos y puertos de naciones enemigas. Por lo tanto el corso era una actividad económica legal y estrictamente regulada por el Estado, a diferencia de la piratería que implica actos ilegítimos de robo, saqueo y violencia en alta mar realizados por barcos sin ninguna autorización legal, operando al margen de la ley.

### Para la nación o ciudad
- Poder controlar de cierta manera al propietario. Tanto es así que Luis XIV y otros monarcas franceses exigían fuertes fianzas para evitar que los armadores obligaran a sus oficiales a realizar acciones impropias para un miembro de la marina nacional.
- Disponer de una armada sin necesidad de invertir en la construcción de barcos, reclutamiento de tripulación, armamento, etc.
- Tener derecho a parte de los beneficios obtenidos.
- Poder alegar que las acciones realizadas contra países contra los que no se estaba en guerra, pero a los que se les quería hostigar, eran obra de piratas ajenos a su voluntad.